# Ibrahim Mustafá
Ibrahim Mustafá (Alejandría, Egipto, 20 de abril de 1904-11 de octubre de 1968) fue un deportista egipcio especialista en lucha grecorromana donde llegó a ser campeón olímpico en Ámsterdam 1928.

## Carrera deportiva
En los Juegos Olímpicos de 1928 celebrados en Ámsterdam ganó la medalla de oro en lucha grecorromana estilo peso ligero-pesado, por delante del alemán Adolf Rieger (oro) y del finlandés Onni Pellinen (bronce).